# Rhene phuntsholingensis
Rhene phuntsholingensis är en spindelart som beskrevs av Jastrzebski 1997. Rhene phuntsholingensis ingår i släktet Rhene och familjen hoppspindlar. Inga underarter finns listade i Catalogue of Life.